# Athenaeum (Schlegel)

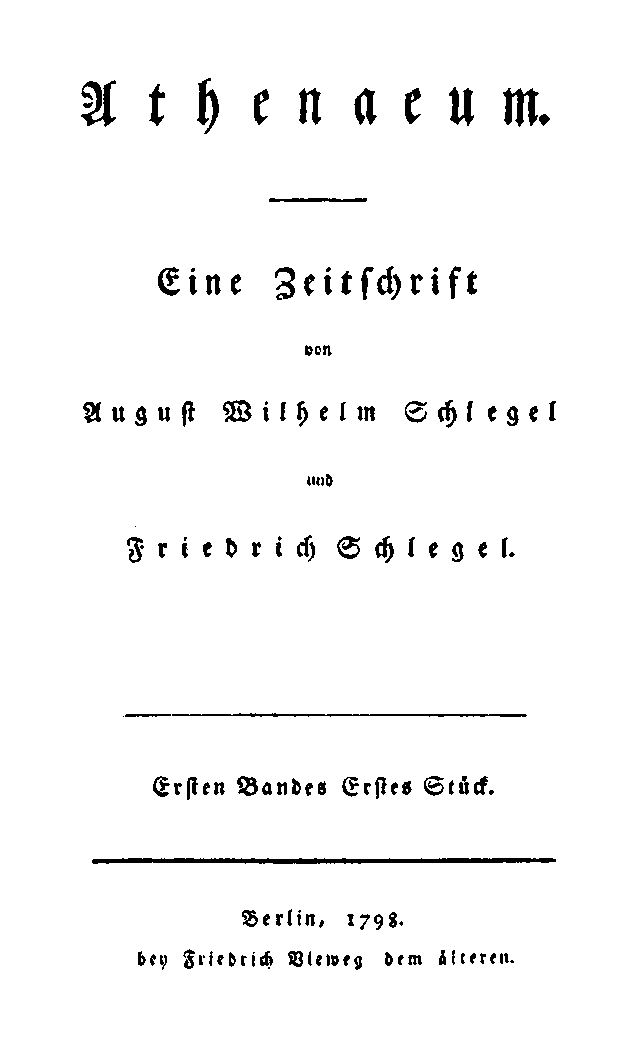
Obálka časopisu Athenaeum

Athenaeum byl literární časopis, založený v roce 1798 bratry Karlem Wilhelmem Friedrichem Schlegelem a Augustem Wilhelmem Schlegelem, kteří kolem něho soustředili skupinu raných německých romantiků (tzv. Frühromantik) v Jeně, prosazující náboženství jako půdu pro veškeré umění a mytologii jako jádro poezie. Časopis byl nazván podle školy Athenaeum ve starověkém Římě.
Mezi roky 1798–1800 byla v Berlíně vydána tři čísla tohoto časopisu (každé ve dvou svazcích). Kromě bratrů Schlegelů patřili k dalším přispěvatelům Dorothea Schlegelová (manželka Friedricha Schlegela), Caroline Schlegelová (manželka Augusta Schlegela), Novalis, August Ferdinand Bernhardi, Sophie Tiecková, Friedrich Daniel Ernst Schleiermacher, August Ludwig Hülsen a Carl Gustaf von Brinkman.
Roku 1803 navázal Friedrich Schlegel na tento časopis vydáváním časopisu Europa.

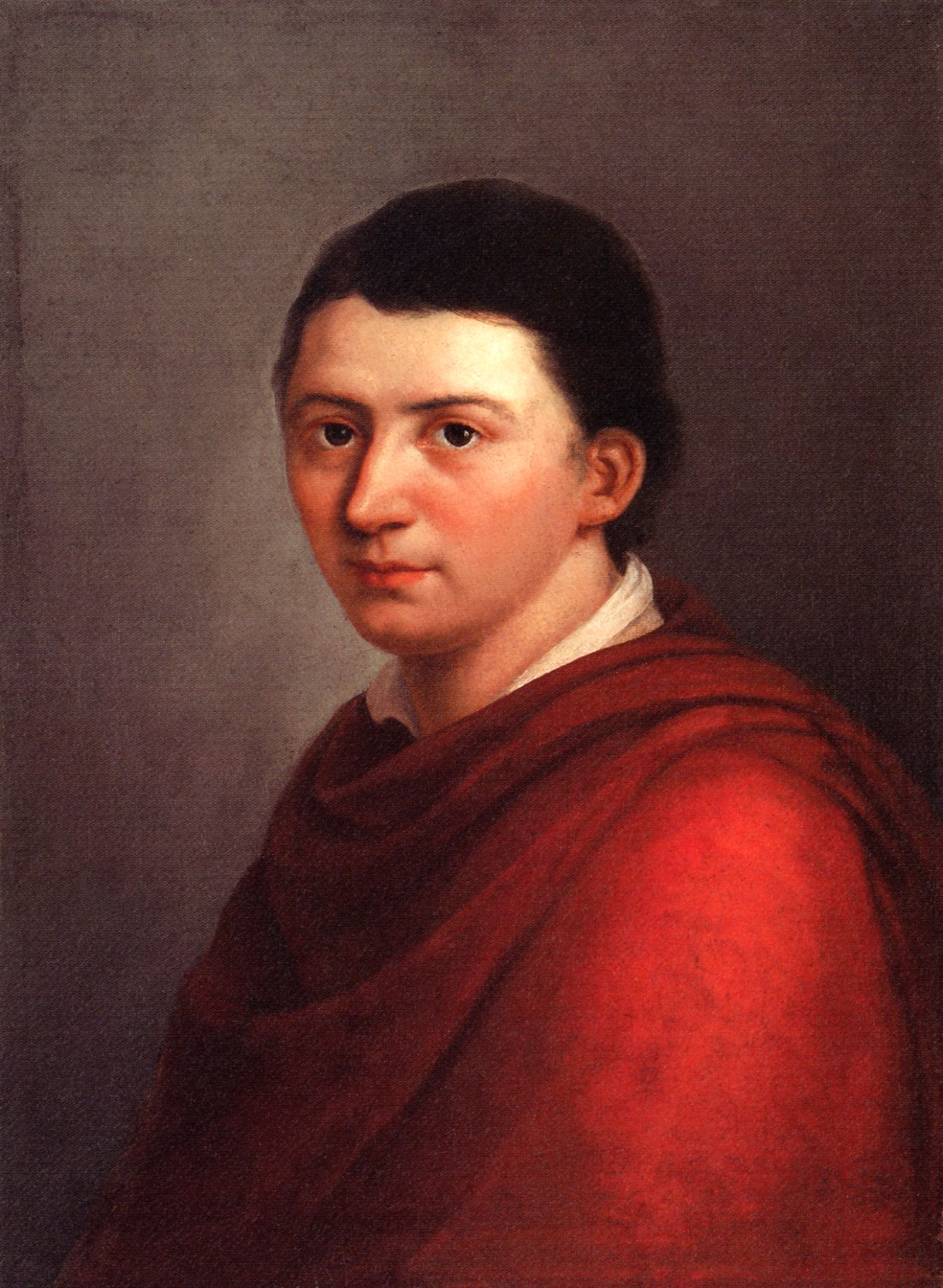
Friedrich Schlegel
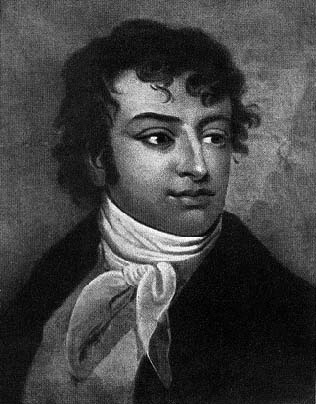
August Schlegel
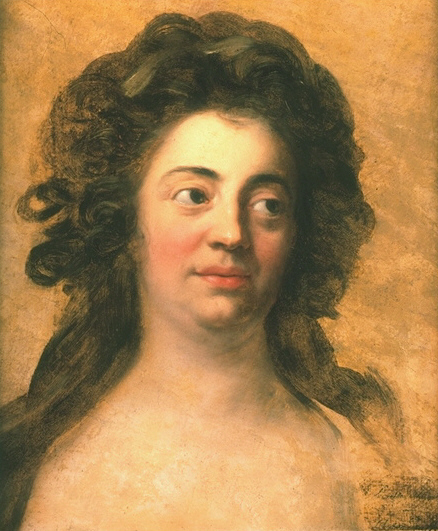
Dorothea Schlegelová
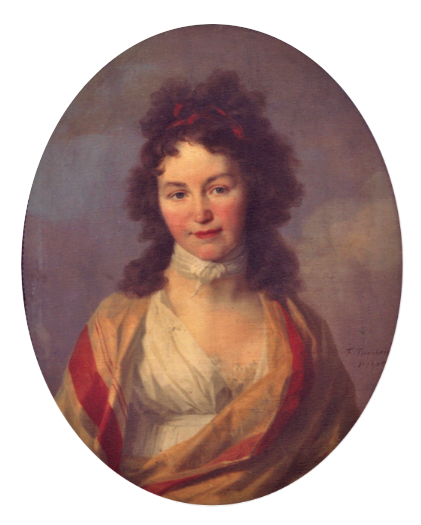
Caroline Schlegelová
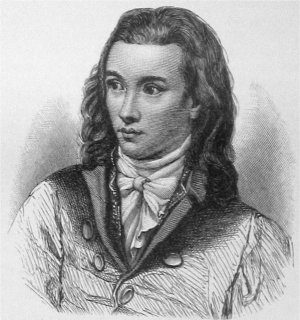
Novalis
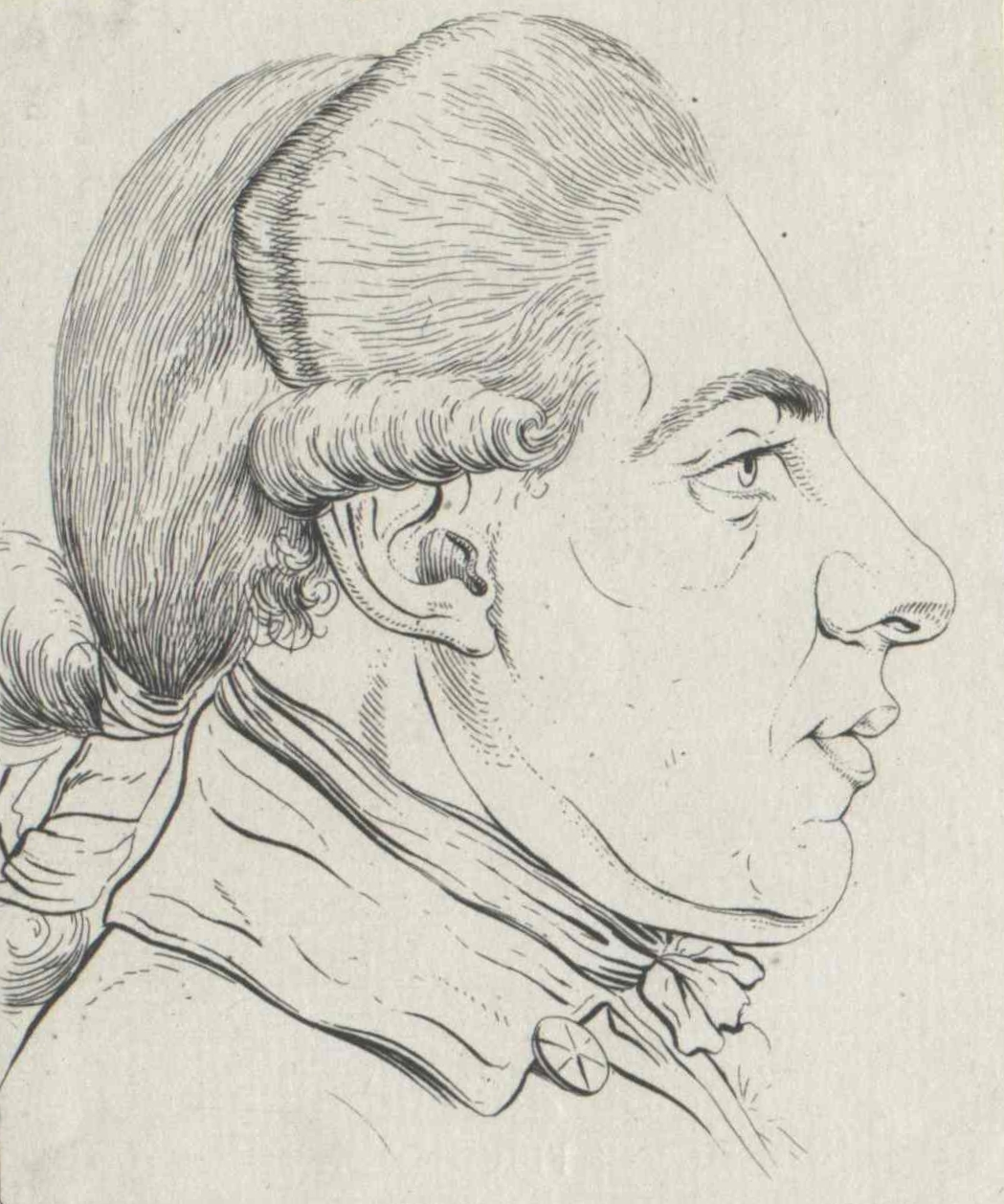
August Ferdinand Bernhardi
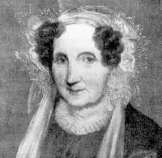
Sophie Tiecková
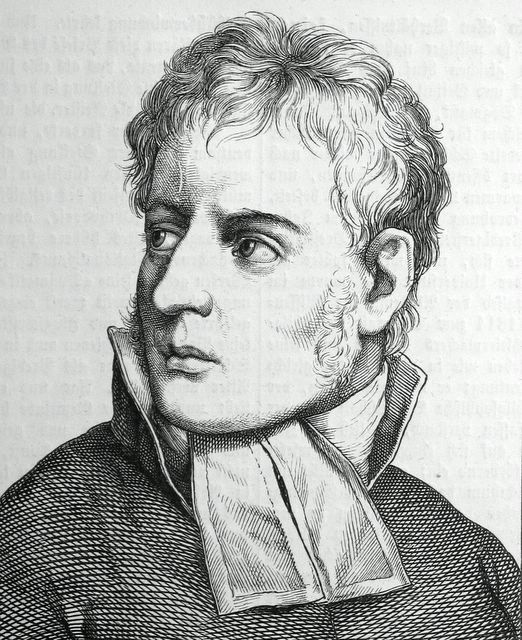
Friedrich Daniel Ernst Schleiermacher
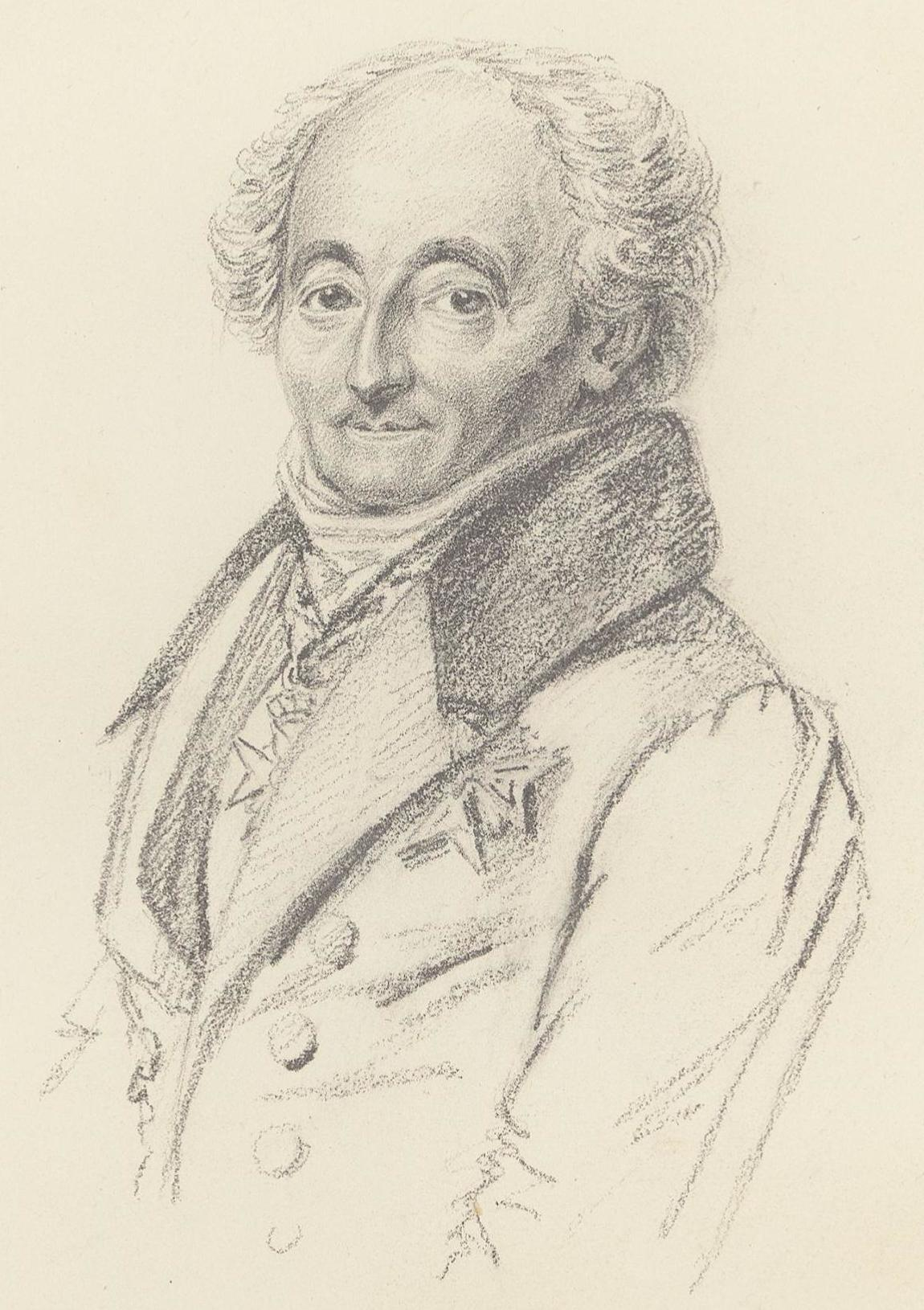
Carl Gustaf von Brinkman